# Formoza
Jednostka Wojskowa Formoza (Військова Частина Formoza), Формоза — спеціальний підрозділ Збройних Сил Польщі, створений 13 листопада 1975 (Військова частина № 4026).

## Історія
У 1974 році було створено спеціальну групу для підводних морських досліджень. Було розроблено концепцію підготовки та формування спеціальної дивізії морських водолазів. Створена група стала спеціальним підрозділом водолазів. Вона мала складатися з трьох частин: військові водолази, технічна частина і відділ управління.
Спочатку Формоза була підрозділом, де служили солдати за призовом. Сьогодні вона стала повністю професійною, що дозволяє значно збільшити власний потенціал та ефективність операцій. У вересні 1987 року підрозділ змінив свою назву на «Відділ спеціальних дій» (Wydział Działań Specjalnych), а з 1990 року став називатися «Спеціальні групи водолазів» (Grupy Specjalne Płetwonurków).
Потім під назвою "Загони спеціальних дій Військово-Морського флоту" (Sekcje Działań Specjalnych Marynarki Wojennej) частина увійшла в 1990-і роки.
У січні 2008 року, поряд зі зростанням чисельності командування сил спеціального призначення, Morska Jednostka Działań Specjalnych (укр. Морська частина спеціальних дій) перестала підкорятися командуванню Військово-Морських сил і вступила під новим ім'ям до складу нового, четвертого виду збройних сил Польща – Спеціальні війська Польщі (Wojska Specjalne).

## Діяльність підрозділу
Підрозділ підготовлений для спеціальних операцій (Бойові плавці, Водолази-розвідники) у мирний час, обстановки кризи чи війни. Основні завдання - здійснювати свою діяльність на морі, під водою та на прибережних об'єктах. Формоза часто співпрацює з морським відділенням Jednostka Wojskowa Grom, водолазами 1-го Спеціального полку командос (1 Pułk Specjalny Komandosów/ Jednostka Wojskowa Komandosów) та деякими своїми колегами збройних сил країн НАТО. Участь в операціях з оборони зовнішніх кордонів Польщі є одним із його ключових завдань. У період 2002-2003 років. підрозділ охороняло польське судно Xawery Czernicki у водах Перської затоки. Водолази Формози також проходять підготовку до дій, що здійснюються на суші та у міському середовищі.

## Структура підрозділу
Основа підрозділу – пари бійців, які прикривають один одного. Три пари формують спеціальні групи, п'ять груп – відділення.
Цей підрозділ три роки підготовки. У перший рік навчання це в основному стрілянина, плавання на великі відстані, водіння та вдосконалення іноземних мов. Місце дислокації підрозділів – м. Гдиня. Раніше підрозділ знаходився під командуванням групи судів розвідки (Grupy Okrętów Rozpoznawczych), яка була частиною 3 флотилії судів у Гдині. Нині Формоза є самостійним формуванням, які входять до складу сил спеціального призначення.

## Оснащення

### Пістолети
- SIG Sauer P226
- Beretta 92

### Пістолети-кулемети
- Heckler & Koch MP5

### Штурмові гвинтівки
- Heckler & Koch G36
- АКМ
- M14

### Снайперські гвинтівки
- Accuracy International Arctic Warfare
- СВД

### Кулемети
- Кулемет Калашникова
- FN Minimi

### Гранатомети
- РПГ-7
- Heckler & Koch AG36